# Regionale Gruppen der UN

Afrika
Asien
Osteuropa
Lateinamerika und Karibik
Westeuropa und restliche Staaten
UN-Mitglied, in keiner Gruppe
Beobachterstaat
kein UN-Mitglied oder kein Territorium eines Mitgliedes

Die Mitglieder der Vereinten Nationen werden inoffiziell in fünf geopolitische Gruppen eingeteilt. Diese Einteilung hat sich im Laufe der Jahre herausgebildet, um eine geographische und politische Ausgewogenheit zu erreichen. Für viele Gremien, die gewählt werden, z. B. der UN-Menschenrechtsrat, wird ein Schlüssel festgelegt, welcher den Regionen eine Anzahl Sitze zuteilt.

## Gruppe der afrikanischen Staaten
Die Gruppe der afrikanischen Staaten (Group of African States) umfasst 54 Staaten. Sie befinden sich alle auf dem afrikanischen Kontinent bzw. werden geographisch zu ihm gerechnet.

### Mitglieder
- Ägypten
- Algerien
- Angola
- Äquatorialguinea
- Äthiopien
- Benin
- Botswana
- Burkina Faso
- Burundi
- Dschibuti
- Elfenbeinküste
- Eritrea
- Gabun
- Gambia
- Ghana
- Guinea
- Guinea-Bissau
- Kamerun
- Kap Verde
- Kenia
- Komoren
- Demokratische Republik Kongo
- Republik Kongo
- Lesotho
- Liberia
- Libyen
- Madagaskar
- Malawi
- Mali
- Marokko
- Mauretanien
- Mauritius
- Mosambik
- Namibia
- Niger
- Nigeria
- Ruanda
- Sambia
- São Tomé und Príncipe
- Senegal
- Seychellen
- Sierra Leone
- Simbabwe
- Somalia
- Südafrika
- Sudan
- Südsudan
- Eswatini
- Tansania
- Togo
- Tschad
- Tunesien
- Uganda
- Zentralafrikanische Republik

### Keine Mitglieder
- Frankreich angehörig:
  -  Îles éparses
  -  Mayotte
  -  Réunion
- Dem  Vereinigten Königreich angehörig:
  -  St. Helena, Ascension und Tristan da Cunha
- Portugal angehörig:
  -  Madeira
- Somalia angehörig:
  -  Somaliland
- Spanien angehörig:
  -  Ceuta
  -  Kanarische Inseln
  -  Melilla
- Westsahara (von Marokko beansprucht)

## Gruppe der asiatisch-pazifischen Staaten
Die Gruppe der asiatisch-pazifischen Staaten (Group of Asia-Pacific States) umfasst 53 Staaten. Sie befinden sich alle auf dem asiatischen Kontinent bzw. werden geographisch zu ihm gerechnet.

### Mitglieder
- Afghanistan
- Bahrain
- Bangladesch
- Bhutan
- Brunei
- Volksrepublik China
- Fidschi
- Indien
- Indonesien
- Irak
- Iran
- Japan
- Jemen
- Jordanien
- Kambodscha
- Kasachstan
- Katar
- Kirgisistan
- Kuwait
- Laos
- Libanon
- Malaysia
- Malediven
- Marshallinseln
- Föderierte Staaten von Mikronesien
- Mongolei
- Myanmar
- Nauru
- Nepal
- Nordkorea
- Oman
- Osttimor
- Pakistan
- Palau
- Papua-Neuguinea
- Philippinen
- Salomonen
- Samoa
- Saudi-Arabien
- Singapur
- Sri Lanka
- Südkorea
- Syrien
- Tadschikistan
- Thailand
- Tonga
- Turkmenistan
- Tuvalu
- Usbekistan
- Vanuatu
- Vereinigte Arabische Emirate
- Vietnam
- Zypern

### Keine Mitglieder
- Armenien, zu GEE
- Aserbaidschan, zu GEE
- Australien, zu WEOG
- Georgien, zu GEE
- Israel, zu WEOG
- Kiribati, zu keiner Gruppe 1
- Neuseeland, zu WEOG
- Russland, zu GEE
- Taiwan (von der Volksrepublik China beansprucht)
- Türkei, zu WEOG
- Australien angehörig:
  -  Norfolkinsel
- Chile angehörig:
  -  Osterinsel
- Der  Volksrepublik China angehörig:
  -  Hongkong
  -  Macau
- Frankreich angehörig:
  -  Französisch-Polynesien
  -  Neukaledonien
  -  Wallis und Futuna
- Georgien angehörig:
  -  Abchasien
  -  Südossetien
- Dem  Vereinigten Königreich angehörig:
  -  Britisches Territorium im Indischen Ozean
  -  Pitcairninseln
- Neuseeland angehörig:
  -  Cookinseln
  -  Niue
  -  Tokelau
- Den  Vereinigten Staaten angehörig:
  -  Amerikanisch-Samoa
  -  Bakerinsel
  -  Guam
  -  Hawaii
  -  Howlandinsel
  -  Jarvis Island
  -  Johnston-Atoll
  -  Kingmanriff
  -  Midwayinseln
  -  Nördliche Marianen
  -  Palmyra
  -  Wake
- Zypern angehörig:
  -  Türkische Republik Nordzypern
- Palästina (hat in der Generalversammlung der Vereinten Nationen den Status eines Beobachters ohne Stimmrecht)

1 Kiribati ist 2010 aus der Gruppe der asiatischen Staaten ausgetreten und gehört seitdem keiner Regionalgruppe mehr an.

## Gruppe der osteuropäischen Staaten (GEE)
Die Gruppe der osteuropäischen Staaten (Group of Eastern European States, GEE) umfasst 23 Staaten. Sie befinden sich alle auf dem eurasischen Kontinent bzw. werden geographisch zu ihm gerechnet.

### Mitglieder
- Albanien
- Armenien
- Aserbaidschan
- Belarus
- Bosnien und Herzegowina
- Bulgarien
- Estland
- Georgien
- Kroatien
- Lettland
- Litauen
- Nordmazedonien
- Moldau
- Montenegro
- Polen
- Rumänien
- Russland
- Serbien
- Slowakei
- Slowenien
- Tschechien
- Ukraine
- Ungarn

### Keine Mitglieder
- Kosovo
- Georgien angehörig:
  -  Abchasien
  -  Südossetien
- Moldau angehörig:
  -  Transnistrien

## Gruppe der lateinamerikanischen und karibischen Staaten (GRULAC)
Die Gruppe der lateinamerikanischen und karibischen Staaten (Group of Latin American and Caribbean States, GRULAC) umfasst 33 Staaten. Sie befinden sich alle auf dem amerikanischen Doppelkontinent bzw. werden geographisch zu ihm gerechnet. Siehe hierzu auch die Wirtschaftskommission für Lateinamerika und die Karibik als Forschungsorganisation im sozial- und wirtschaftswissenschaftlichen Bereich.  

### Mitglieder
- Antigua und Barbuda
- Argentinien
- Bahamas
- Barbados
- Belize
- Bolivien
- Brasilien
- Chile
- Costa Rica
- Dominica
- Dominikanische Republik
- Ecuador
- El Salvador
- Grenada
- Guatemala
- Guyana
- Haiti
- Honduras
- Jamaika
- Kolumbien
- Kuba
- Mexiko
- Nicaragua
- Panama
- Paraguay
- Peru
- St. Kitts und Nevis
- St. Lucia
- St. Vincent und die Grenadinen
- Suriname
- Trinidad und Tobago
- Uruguay
- Venezuela

### Keine Mitglieder
- Frankreich angehörig:
  -  Französisch-Guayana
  -  Guadeloupe
  -  Martinique
  -  Saint-Barthélemy
  -  Saint-Martin
- Dem  Vereinigten Königreich angehörig:
  -  Anguilla
  -  Bermuda
  -  Britische Jungferninseln
  -  Falklandinseln
  -  Cayman Islands
  -  Montserrat
  -  Südgeorgien und die Südlichen Sandwichinseln
  -  Turks- und Caicosinseln
- Den  Niederlande Niederlanden angehörig:
  -  Aruba
  -  Bonaire, Sint Eustatius und Saba
  -  Curaçao
  -  Sint Maarten
- Den  Vereinigten Staaten angehörig:
  -  Amerikanische Jungferninseln
  -  Navassa
  -  Puerto Rico

## Gruppe der westeuropäischen und anderen Staaten (WEOG)
Die Gruppe der westeuropäischen und anderen Staaten (Group of Western European and other States, WEOG) umfasst 28 Staaten. Sie befinden sich in Europa, Nordamerika, Asien und Ozeanien.

### Mitglieder
- Andorra
- Australien
- Belgien
- Dänemark
- Deutschland
- Finnland
- Frankreich
- Griechenland
- Irland
- Island
- Israel1
- Italien
- Kanada
- Liechtenstein
- Luxemburg
- Malta
- Monaco
- Neuseeland
- Niederlande
- Norwegen
- Österreich
- Portugal
- San Marino
- Schweden
- Schweiz
- Spanien
- Türkei2
- Vereinigte Staaten3
- Vereinigtes Königreich

1 Im Mai 2000 wurde Israel aus politischen Gründen ein WEOG-Vollmitglied. Diese Mitgliedschaft war befristet, jedoch mit einer Option zur Verlängerung versehen. Seit 2004 wird diese Mitgliedschaft ständig erneuert.
Siehe auch Außenpolitik Israels
2 Die Türkei nimmt sowohl an Sitzungen der WEOG als auch der asiatischen Staaten teil. Stimmberechtigt ist die Türkei jedoch nur bei der WEOG.
3 Die Vereinigten Staaten gehören offiziell keiner Gruppe an. Sie nehmen jedoch als Gasthörer bei Treffen der WEOG teil und werden auch bei Wahlentscheidungen zu dieser Gruppe gezählt.

### Keine Mitglieder
- Vatikanstadt (hat in der Generalversammlung der Vereinten Nationen den Status eines Beobachters ohne Stimmrecht)
- Dänemark angehörig:
  -  Färöer
  -  Grönland
- Frankreich angehörig:
  -  Saint-Pierre und Miquelon
- Dem  Vereinigten Königreich angehörig:
  -  Gibraltar
  -  Guernsey
  -  Isle of Man
  -  Jersey

Die Geschichte der Gruppe der westeuropäischen und anderen Staaten war bis in die 1970er-Jahre hinein von einer Scheu vor politischer Zusammenarbeit geprägt.

## Diskussion um Ozeanien
Es wird diskutiert, ob eine sechste Gruppe eingeführt werden soll. Im Laufe der Jahrzehnte seit der Gründung der Vereinten Nationen sind im ozeanischen Raum viele Inselstaaten unabhängig geworden und mittlerweile UN-Mitglieder. Da sie alle in einer Gruppe mit den Asiatischen Staaten sind, fühlen sich viele ozeanische Staaten mit ihren spezifischen Problemen nicht ausreichend repräsentiert.